# Сапожковский краеведческий музей
Сапожко́вский краеве́дческий музе́й — муниципальное бюджетное учреждение культуры Сапожковского района Рязанской области, расположенное в районном центре п. Сапожок.

## История музея
Создателями первого сапожковского уездного музея были земский врач, краевед, первооткрыватель сапожковского лечебного торфа и основатель грязелечения в Сапожке П. П. Стаханов и его дочь Н. П. Стаханова. Новым музеем использовалась выставка руководимой художником З. С. Шмелёвым Сапожковской художественной студии. В 1918 году в числе восьми уездных музеев вошёл в состав образованного в том же году Губернского музея. В переписке Рязгубмузея с Сапожковским музеем здания уездного музея характеризовались следующим образом: «Помещение, занимаемое музеем, состоит из трёх двухэтажных домов, расположенных на одной усадьбе с общим двором. Все здания каменные. Первое здание принадлежало ранее касимовскому купцу Салазкину и осталось затем за Горсоветом и занято музеем с 1920 года. Второе здание принадлежало частному владельцу Миронову и занято музеем с 1923 года. Третье здание было предназначено для сельскохозяйственного отдела. В пожарном отношении здание Миронова опасно, так как на нижнем этаже помещения размещается чайная и пекарня Филатова. Освещение электрическое — 1 лампочка на 3 здания, а площадь — 125 м²…».
Музей был упразднён в 1956 году с передачей значительной части его коллекций в музеи Москвы, Рязани, Касимова и Загорска.
Современный Сапожковский краеведческий музей основан 7 января 1988 года. Инициатор создания музея и его основатель — историк-краевед, ветеран Великой Отечественной войны, почётный гражданин Сапожковского района Иван Андреевич Кузнецов.
С 1 января 2007 года музей является подведомственным управлению культуры Сапожковского района муниципальным учреждением культуры. 22 декабря 2011 года музей получил статус муниципального бюджетного учреждения культуры.
17 мая 2023 года после оснащения современным техническим оборудованием открылся обновлённый благодаря поддержке национального проекта «Культура» музей.
Сапожковский краеведческий музей располагается в построенном в 1870-е годы здании больницы духовного училища, являющемся объектом культурного наследия местного значения.
Руководители музея
Эстафету основателей музея приняли директора:
- Добычина Елена Александровна
- Попова Марина Владимировна

## Собрание музея
Фонды Сапожковского краеведческого музея насчитывают около 5 тысяч единиц хранения, из них 3625 предметов составляет основной фонд. Обширна коллекция мемориального фонда, включающая в себя личные вещи и документы героя Порт-Артура и конструктора артиллерийского вооружения Л. Н. Гобято, публициста и общественного деятеля А. И. Кошелева, заслуженного врача РСФСР П. П. Стаханова; художника З. С. Шмелёва, члена Союза художников СССР А. И. Филатова, художника-монументалиста А. С. Назарова; художников-реставраторов Третьяковской галереи и выходцев из Сапожковской художественной студии М. Ф. Иванова-Чуронова и Е. В. Кудрявцева, фотографа и заведующего фотографией Финансово-хозяйственного отдела Президиума Верховного Совета СССР И. В. Филатова и многих других. В фондах музея хранятся фотоматериалы с кадрами из кинофильма «Бабы рязанские», который снимался в Сапожке и его окрестностях в 1927 году по сценарию О. П. Вишневской — уроженки Сапожка, дочери земского врача П. П. Стаханова.

## Экспозиции музея
Действующие экспозиции музея:
- Археология и палеонтология — представлены коллекции вымерших головоногих моллюсков, бивни мамонта, череп шерстистого носорога, орудия труда первобытного человека;
- История Сапожковского края XIII—XVII века — представлена древняя история Сапожка;
- Этнография Сапожковского края — экспонируются изделия сапожковских крестьян конца XIX — начала XX века, среди которых красочный самобытный сапожковский народный костюм, сапожковские заклады и предметы народных промыслов: плетение, керамика, сапожковская глиняная игрушка;
- Древнерусское искусство — представлены иконопись, лицевое, орнаментальное и золотое шитьё, мелкая пластика, предметы церковной утвари;
- Знатные сапожковцы — экспонируются фотографии, портреты, личные вещи и документы известных людей Сапожковского края;
- Зал боевой славы — представлены мемориальные вещественные, документальные и наградные материалы участников Великой Отечественной войны и локальных войн.

В картинной галерее представлены работы сапожковских художников.